# Gasparo da Salò

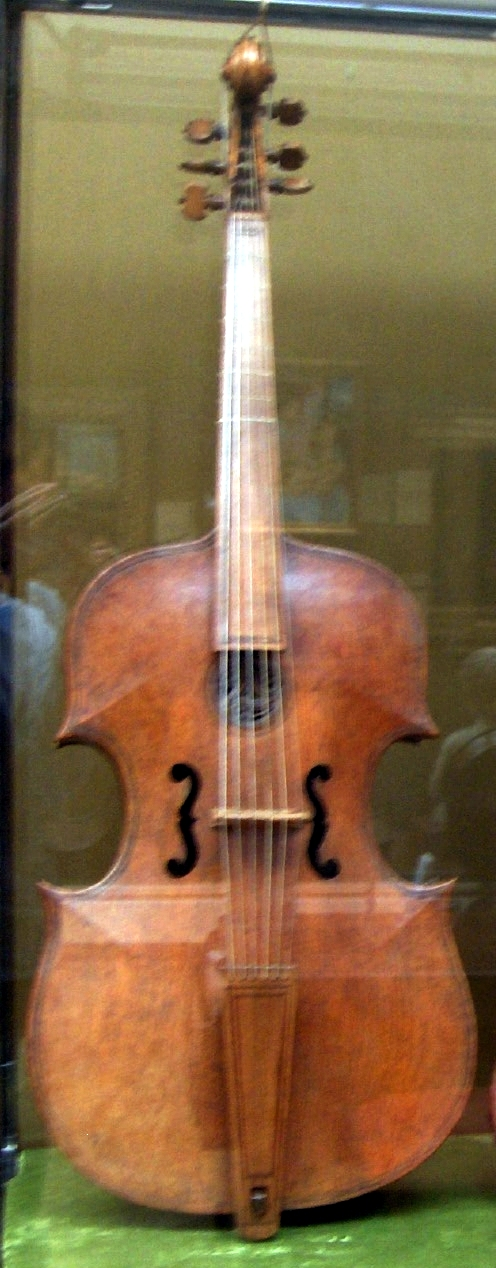
Gasparo da Salò, basová viola

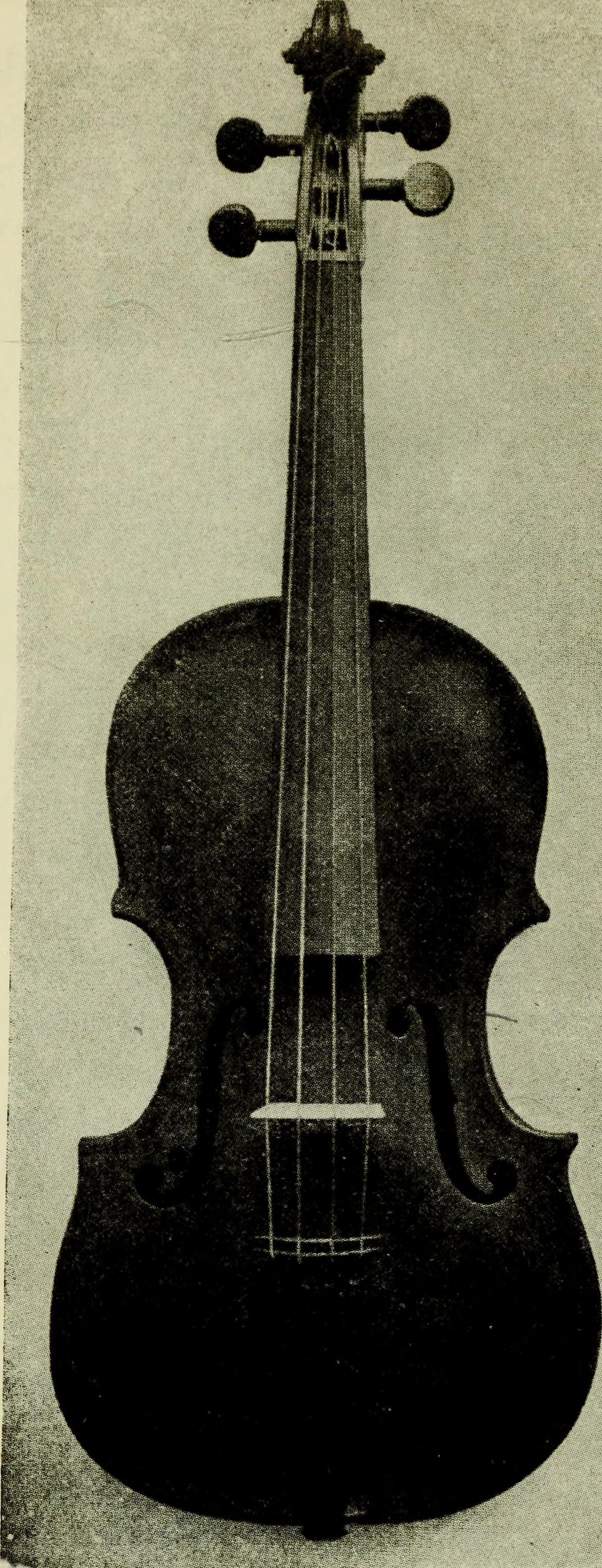
Gasparo da Salò, housle

Gasparo da Salò narozen jako Gasparo Bertolotti (20. května 1540, Salò - 14. dubna 1609, Brescia) byl italský houslař a virtuos na kontrabas.

## Život
Narodil se ve městě Salò na západním břehu Lago di Garda, do rozvětvené rodiny hudebníků a uměleckých řemeslníků. Jeho děd vyráběl struny, otec byl flétnista, strýc Agostino byl koncertní mistr a regenschori biskupského kostela v Salò a stavěl také hudební nástroje. Agostinův syn Bernardino byl virtuos na housle a trombon a působil u několika knížecích dvorů, nakonec na papežském dvoře v Římě.
Základy hudebního vzdělání získal u otce a strýce a po otcově smrti roku 1562 se přestěhoval do Brescie, kde stavěl nástroje a prodával struny s takovým úspěchem, že si koupil dům a oženil se s dcerou hrnčíře a skláře, s níž měl sedm dětí. Mezi jeho sousedy byli dva vynikající houslisté a varhaníci Brescijské katedrály a další hudebníci, s nimiž se Gasparo spřátelil a s nimiž spolupracoval při zdokonalování svých nástrojů.

## Dílo
Ve své dílně vyráběl všechny druhy tehdy běžných strunových nástrojů, které ho proslavily po celé Evropě. Stal se tak zakladatelem samostatné brescijské houslařské školy, mezi jeho žáky patřil syn Francesco, Giovanni Paolo Maggini a další. Byl jedním z prvních, jehož nástroje se začaly už v polovině 16. století silně podobat moderním houslím, violám, violoncellům a kontrabasům. Také název „housle“ (italsky violino) se v brescijských archivech objevuje už kolem roku 1530, o 50 let dříve než v Cremoně. Gasparovy housle byly často delší (až 44,5 cm) a podle názoru odborníků se nevyrovnají houslím Stradivariho nebo Guarneriho, zato jeho violy, violoncella a kontrabasy jsou dnes velice ceněné. Roku 2010 byla Gasparova viola vydražena v aukci za 540 tisíc USD a na jeho violy a kontrabasy hraje několik světových virtuosů. Jedny Gasparovy housle jsou vystaveny v Lobkovickém paláci v Praze. Z celkem asi 80 zachovaných nástrojů se bohužel jen málo zachovalo v původním stavu, jeho violy da gamba se často přestavovaly na violoncella a jeho šestistrunné basové violy na tří- nebo čtyřstrunné kontrabasy.